# Daniel & Samuel
Daniel e Samuel é uma dupla brasileira de música sertaneja. Formada pelos irmãos Daniel José dos Santos (Minaçu, 01 de abril de 1964) e Samuel José dos Santos (Minaçu, 03 de outubro de 1971). Com 30 anos de carreira, já lançaram 28 discos.
Os irmãos que saíram do interior goiano para o mundo da música alcançaram milhões de cópias vendidas anos depois de sua fundação, tendo também composto canções para vários artistas cristãos, como Rosilene Martins, Cassiane, Elaine de Jesus, Mara Lima, Cristina Mel, Lauriete, Eliane Silva, Shirley Carvalhaes, Rayssa & Ravel, entre outros. Também recebeu várias indicações ao Troféu Talento, tendo vencido em 2008 na categoria Melhor dupla.

## Discografia
Álbuns de estúdio
- 1995: Graças a Deus
- 1997: Deus não Falha
- 1998: Mais que um Diamante
- 1999: O Especialista
- 2000: Declaração de Amor - Vol.1
- 2001: A Ovelha
- 2002: Semelhança
- 2003: Compromisso
- 2004: Ele
- 2005: Eu e Jesus
- 2005: Declaração de Amor - Vol.2
- 2006: Mais um Passo
- 2007: Inexplicável
- 2008: Eu Tomo Posse
- 2008: Acústico
- 2009: Absoluto
- 2010: Debaixo da Promessa
- 2011: Buscando Milagres
- 2012: Viola Pra Jesus - Vol. 1
- 2014: Paixão Pela Presença
- 2015: Exército de Irmãos
- 2017: Para a Glória de Deus
- 2019: Não Vou Desistir
- 2020: Louvor Raiz
- 2020: 3 Bênçãos de Daniel e Samuel
- 2021: Só Bíblia
- 2024: Viola Pra Jesus - Vol. 2
- 2025: Voz e Violão - Parte 1

Compilações
- 2005: Seleção de Ouro
- 2009: As 10 Melhores
- 2012: As 20 Melhores
- 2021: Hinos Que Marcaram (Ao Vivo)

Álbuns ao vivo
- 2006: Ao Vivo
- 2013: Ao Vivo em Goiânia

## Videografia
- 2005: Nossa Vida, Nossa História
- 2006: Ao Vivo
- 2013: Ao Vivo em Goiânia